# (12245) 1988 RM7
(12245) 1988 RM7 est un astéroïde de la ceinture principale d'astéroïdes découvert en 1988.

## Description
(12245) 1988 RM7 a été découvert le 9 septembre 1988 à l'observatoire de La Silla, au Chili, par Henri Debehogne.

### Caractéristiques orbitales
L'orbite de cet astéroïde est caractérisée par un demi-grand axe de 3,4 UA, un périhélie de 2,42 UA, une excentricité de 0,20 et une inclinaison de 1,36° par rapport à l'écliptique. Du fait de ces caractéristiques, à savoir un demi-grand axe compris entre 2 et 3,2 UA et un périhélie supérieur à 1,666 UA, il est classé, selon la JPL Small-Body Database, comme objet de la ceinture principale d'astéroïdes.

### Caractéristiques physiques
(12245) 1988 RM7 a une magnitude absolue (H) de 14,4 et un albédo estimé à 0,122.